# Ostoja Przemyska
Ostoja Przemyska este o arie protejată (sit de importanță comunitară — SCI) din Polonia întinsă pe o suprafață de 39.665,27 ha, integral pe uscat.

## Localizare
Centrul sitului Ostoja Przemyska este situat la coordonatele 49°41′31″N 22°37′39″E / 49.6919°N 22.6274°E.

## Înființare
Situl Ostoja Przemyska a fost declarat sit de importanță comunitară în august 2007 pentru a proteja 2 specii de plante și 29 de specii de animale.

## Biodiversitate
Situată în ecoregiunile alpină și continentală, aria protejată conține 11 habitate naturale: Râuri de munte și vegetația erbacee de pe malurile acestora, Pajiști uscate seminaturale și facies de acoperire cu tufișuri pe substraturi calcaroase (Festuco-Brometalia) (* situri importante pentru orhidee), Fânețe de joasă altitudine (Alopecurus pratensis, Sanguisorba officinalis), Izvoare petrifiante cu formare de travertin (Cratoneurion), Pante stâncoase silicioase cu vegetație casmofită, Păduri de fag Luzulo-Fagetum, Păduri de fag Asperulo-Fagetum, Păduri de stejar și carpen Galio-Carpinetum, Păduri pe pante, grohotișuri și ravene de Tilio-Acerion, Păduri aluvionare cu Alnus glutinosa și Fraxinus excelsior (Alno-Padion, Alnion incanae, Salicion albae), Păduri stepice euro-siberiene cu Quercus spp..
La baza desemnării sitului se află mai multe specii protejate:
- plante (2): Buxbaumia viridis, mușchi (Dicranum viride)
- amfibieni (3): izvoraș-cu-burta-galbenă (Bombina variegata), triton cu creastă (Triturus cristatus), Triturus montandoni
- mamifere (7): liliac cârn (Barbastella barbastellus), lupul (Canis lupus), castor (Castor fiber), vidră de râu (Lutra lutra), râs eurasiatic (Lynx lynx), liliac comun (Myotis myotis), urs brun (Ursus arctos)
- nevertebrate (12): Boros schneideri, Carabus variolosus, Carabus zawadzkii, Cucujus cinnaberinus, fluturele de noapte (Eriogaster catax), Euplagia quadripunctaria, fluturele purpuriu (Lycaena dispar), Osmoderma eremita, Phengaris nausithous, Phengaris teleius, gândacul de apă (Rhysodes sulcatus), Unio crassus
- pești (7): avat (Aspius aspius), Barbus carpathicus, zglăvoacă (Cottus gobio), cicar (Lampetra planeri), boarță (Rhodeus amarus), porcușor de nisip (Romanogobio kesslerii), dunăriță (Sabanejewia aurata)